# Stara Białowieża
Stara Białowieża – uroczysko w Puszczy Białowieskiej znajdujące się 1 km od wsi Pogorzelce, a 5 km od Białowieży, od północy przylegające do koryta rzeki Łutownia. 

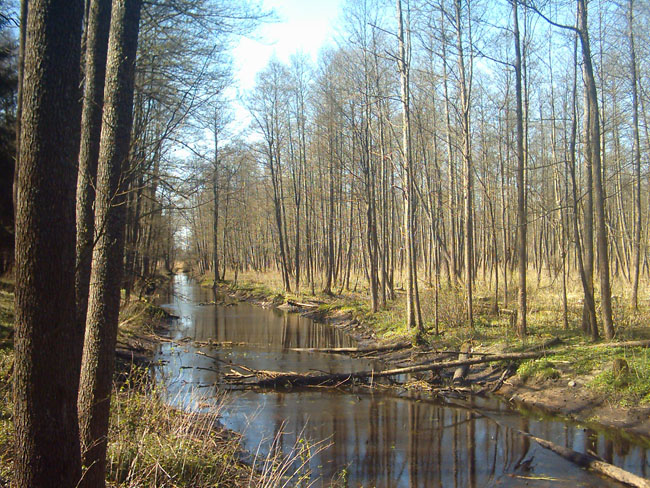
Łutownia - Stara Białowieża

## Opis
Na terenie uroczyska odkryto ślady osady słowiańskiej z IX wieku. Tutaj znajdował się dwór myśliwski Zygmunta I Starego, a wcześniej prawdopodobnie także wielkiego księcia litewskiego Witolda.

Tutaj pierwotnie przez pierwsze dwieście lat swego istnienia znajdowała się Białowieża. W 1596 roku ze względu na podmokłość terenu mieszkańcy przesiedlili się 5 km w górę rzeki (obecna lokalizacja), gdzie założono miejscowość o tej samej nazwie. 

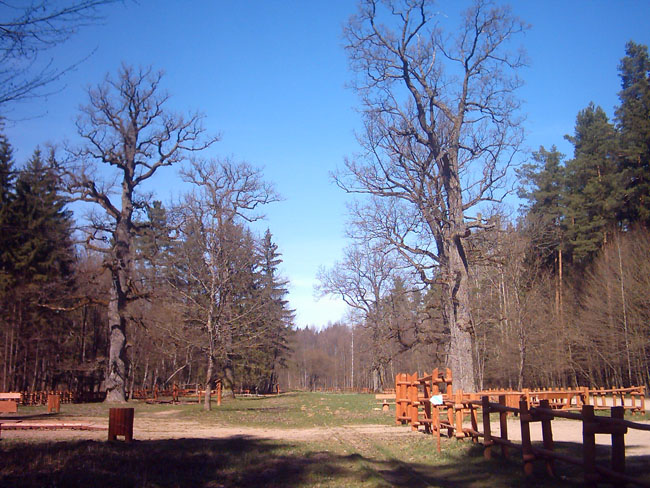
Szlak Dębów Królewskich i Książąt Litewskich - Stara Białowieża

Dzisiaj w tym miejscu znajduje się uroczysko o nazwie „Stara Białowieża”. Znajduje się tu ścieżka edukacyjna „Szlak Dębów Królewskich i Książąt Litewskich” będąca częścią wychodzącego z Białowieży niebieskiego szlaku turystycznego . Ścieżka prezentuje zespół ponad 400-letnich dębów, którym nadano imiona władców litewskich i polskich oraz ich żon. Przy każdym drzewie znajduje się krótki jego opis. Stanowisko wczesnośredniowiecznych kurhanów oraz kilka dębów pomnikowych.